# قائمة البعثات الدبلوماسية في مالاوي

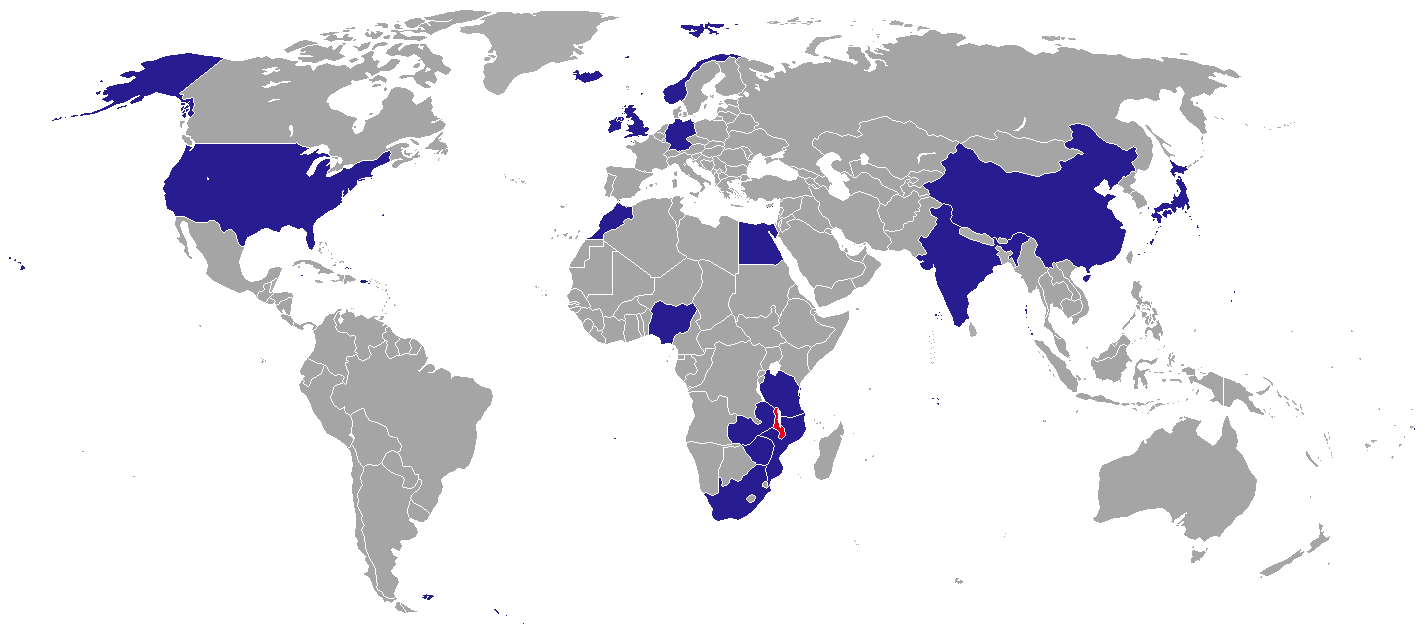
البعثات الدبلوماسية في مالاوي.

هذه قائمة البعثات الدبلوماسية في ملاوي. تستضيف ليلونغوي 18 سفارة / مفوضيات عليا.

## السفارات / المفوضيات السامية
Lilongwe
- البرازيل
- الصين
- مصر
- ألمانيا
- الفاتيكان
- آيسلندا
- الهند
- أيرلندا
- اليابان
- موزمبيق
- نيجيريا
- النرويج
- جنوب إفريقيا
- تنزانيا
- المملكة المتحدة
- الولايات المتحدة
- زامبيا
- زيمبابوي

## تمثيلات أخرى
- الاتحاد الأوروبي (وفد)

## القنصليات
بلانتاير
- موزمبيق (قنصلية عامة)

## السفارات والمفوضيات غير المقيمة
مقيم في هراري، زيمبابوي:
- أستراليا[1]
- النمسا[2]
- بوتسوانا[3]
- اليونان[4]
- كينيا
- ماليزيا
- البرتغال[5]
- باكستان
- روسيا
- رومانيا[6]
- الجمهورية العربية الصحراوية الديمقراطية
- إسبانيا[7]
- السويد[8]
- سويسرا[9]

مقيم في لوساكا، زامبيا:
- كوبا[10]
- التشيك[11]
- فنلندا[12]
- فرنسا[13]
- إيران
- إيطاليا[14]
- تنزانيا[15]

مقيم في مابوتو، موزامبيق:
- كندا[16]
- الدنمارك[17]
- إسواتيني[18]
- إندونيسيا
- السعودية
- تايلاند
- الإمارات العربية المتحدة
- فيتنام

مقيم في بريتوريا، جنوب أفريقيا:
- الأرجنتين[19]
- كولومبيا[20]
- كرواتيا[21]
- قبرص[22]
- مالي[23]
- بولندا[24]
- ليسوتو[25]
- كوريا الجنوبية
- Serbia[26]
- سلوفاكيا[27]
- ترينيداد وتوباغو[28]

مقيم في مكان آخر:
- بلجيكا (دار السلام)[29]
- الكاميرون (أديس أبابا)[30]
- إسرائيل (نيروبي)[31]
- لاوس (نيو دلهي)
- جزر المالديف (نيو دلهي)
- مالطا (فاليتا)[32]
- المكسيك (نيروبي)[33]
- الفلبين (نيروبي)
- سيراليون (نيروبي)

## منصب دبلوماسي سابق
- فرنسا (مكتب سفارة)

تم إغلاق السفارة الفرنسية في العاصمة المالاوية ليلونغوي في عام 1996. وعُدَّ سفير فرنسا في زيمبابوي معتمد أيضًا لدى سلطات ملاوي، إلى أن تمّ الاعتماد لاحقاً إلى زامبيا لتكون هي السفارة المعتمدة لدى سلطات مالاوي.
العلاقات السياسية ودية ولكنها محدودة بين البلدين. وقد شارك الرئيس بينغو موثاريكا في مؤتمرات القمة الأفريقية الفرنسية للأعوام 2005 و 2007 و 2010. ومُثـّلت ملاوي في القمة الأفريقية الفرنسية 2013 من قبل المفوض السامي الملاوي في المملكة المتحدة ، لكنها لم تكن ممثلة في قمة باماكو في يناير 2017.

## روابط خارجية
- Embassy Finder